# Jahmai Mashack
 (juillet 2025).
Si vous disposez d'ouvrages ou d'articles de référence ou si vous connaissez des sites web de qualité traitant du thème abordé ici, merci de compléter l'article en donnant les références utiles à sa vérifiabilité et en les liant à la section « Notes et références ».
Jahmai Hasan Mashack, né le 10 novembre 2002 à Riverside en Californie, est un joueur américain de basket-ball évoluant au poste d'arrière et mesurant 1,90 m.

## Biographie

### NBA
Jahmai Mashack est sélectionné en cinquante-neuvième position par les Rockets de Houston lors de la draft 2025 de la NBA.

## Palmarès et distinctions individuelles

### Universitaire
- SEC All-Defensive Team (2025)